# Kwas sulfaminowy
Kwas sulfaminowy (kwas amidosiarkowy), H2NSO3H – nieorganiczny związek chemiczny, amid kwasu siarkowego. 

## Właściwości
Substancja stała, ogrzany powyżej temp. 205 °C ulega stopieniu połączonemu z rozkładem do tlenków siarki, azotu i amoniaku. Słabo rozpuszczalny w wodzie. Tworzy jon obojnaczy, [SO

Równowaga między formą niezjonizowaną a dipolarną kwasu sulfaminowego

3]−
[NH
3]+
.

## Otrzymywanie
Otrzymywany jest przez rozpuszczanie mocznika w oleum w wyniku reakcji:
CO(NH
2)
2 + H
2S
2O
7 → 2H
2NSO
3H + CO
2↑

## Zastosowanie
Stosowany do tworzenia pokryć ognioodpornych do tkanin, w garbarstwie, w galwanotechnice oraz w syntezie organicznej
innych związków (np. guanidyny), a także jako środek do polerowania metali i czyszczenia wyrobów ceramicznych, ponadto do impregnacji papieru i rafinacji metali. Znajduje zastosowanie jako substancja podstawowa w acydymetrii, w przemyśle włókienniczym i garbarskim.